# 존 매카시 (언어학자)

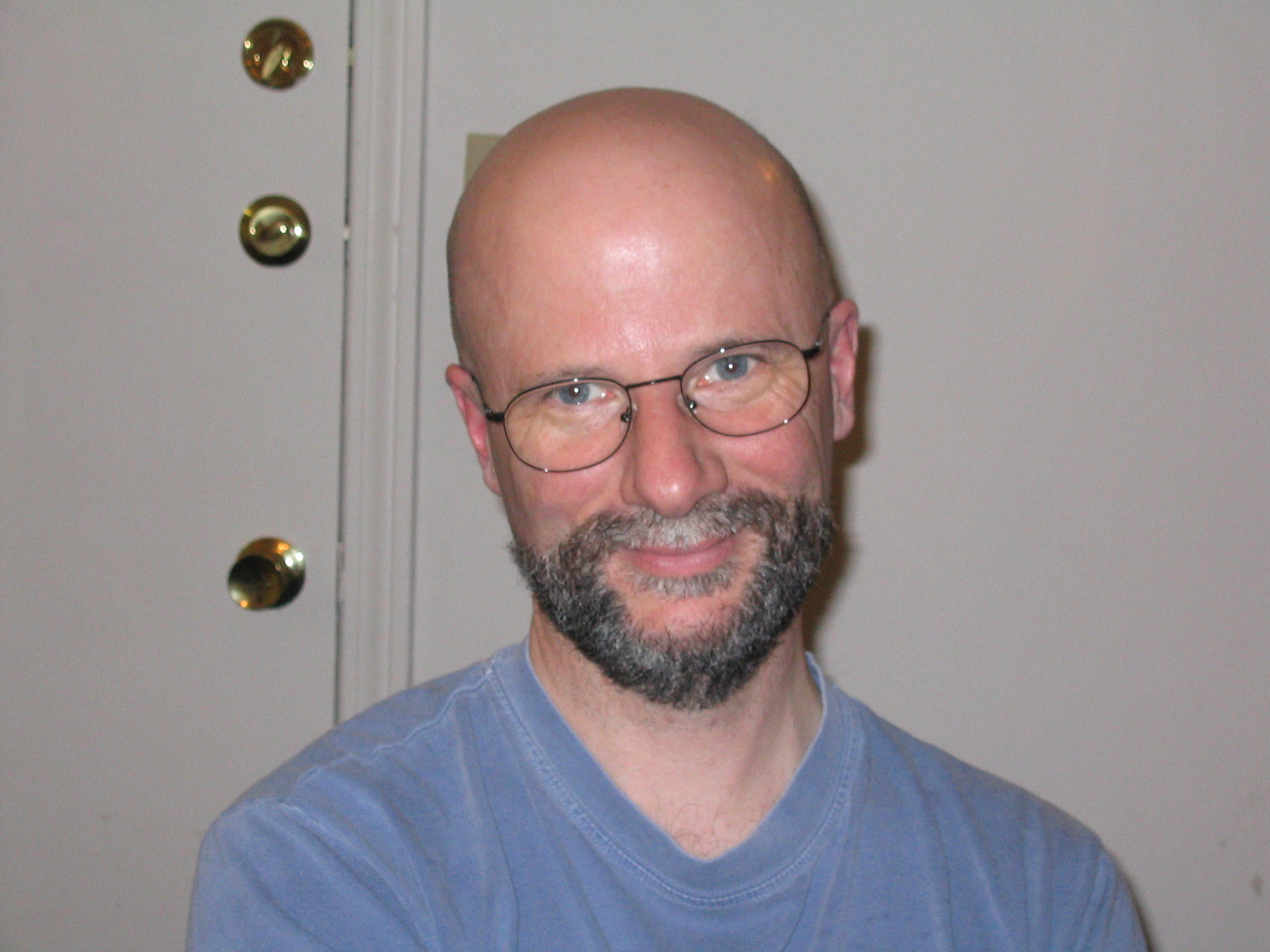

존 매카시(John McCarthy, 1953년 ~ )는 미국의 언어학자이다. 미국 매사추세츠 메드포드 출신으로 하버드 대학교 및 MIT에서 수학하였다. 알란 프린스와 자립분절음운론의 이론을 확장시켰으며, 최적성 이론을 발전시키는 데 기여를 하였다. 현재 매사추세츠 대학교 애머스트 언어학과 교수로 재직 중이며, 음운론과 형태론을 연구하고 있다.